# Encalypta comorana
Encalypta comorana är en insektsart som beskrevs av Lucien Chopard 1958. Encalypta comorana ingår i släktet Encalypta och familjen vårtbitare. Inga underarter finns listade i Catalogue of Life.